# Дейкема, Ян
Ян Дейкема  (нидерл. Jan Dijkema; род. 23 сентября 1944, Схипборг, Нидерланды) —  нидерландский политик, социолог и спортивный функционер. В течение шести лет с лета 2016 года по июнь 2022 года возглавлял ИСУ.

## Биография
Дейкема изучал социологию в Университете Гронингена. На протяжении многих лет занимал административные посты в различных секторах власти.. В 1994 году он сменил политику на фигурное катание в качестве вице-президента Королевской голландской ассоциации конькобежцев (KNSB). В этом качестве он стал представителем Международного союза конькобежцев (ISU). С 1994 по 2010 год занимал должность члена правления ISU. В 2010 году Ян стал вице-президентом ISU по скоростному спорту, в его портфолио были катание на роликовых коньках и шорт-трек.
В 2016 году Дейкема был избран президентом Международного союза конькобежцев во время конгресса в Дубровнике как преемник уходящего на пенсию итальянца Оттавио Чинкванта..  Его срок был продлён на четыре года в июне 2018 года.  Как президент, Дейкема дистанцировался от своего предшественника, во многом изменив политику Союза.
Летом 2022 года он решил более не баллотироваться на пост президента и оставил завершил своё руководство. Впервые федерацию возглавил азиатский представитель.